# Korendragershuisje
Het korendragershuisje of zakkendragershuisje is een monumentaal pand in Franeker in de provincie Friesland.

## Beschrijving
Het huisje voor korendragers en zakkendragers werd in 1634 gebouwd. Het pand met maniëristische elementen heeft een zadeldak en een boven de gracht overgekraagde zijgevel. De halsgevel is voorzien van klauwstukken met voluten. Op de gevel zes muurankers en vijf gevelstenen: een korenmeter die een korenmaat draagt met de inhoud van een schepel, de goudkleurige klok op blauw veld is het oude stadswapen van Franeker, een gevelsteen met de letters TAK (Tol, Accijns, Korenmeten), een gevelsteen met het woord Anno en een gevelsteen met het jaartal 1634. In 1937 waren er nog twee korenmeters in gemeentedienst. Het gebouw werd in 1924 en in 1975 gerestaureerd.

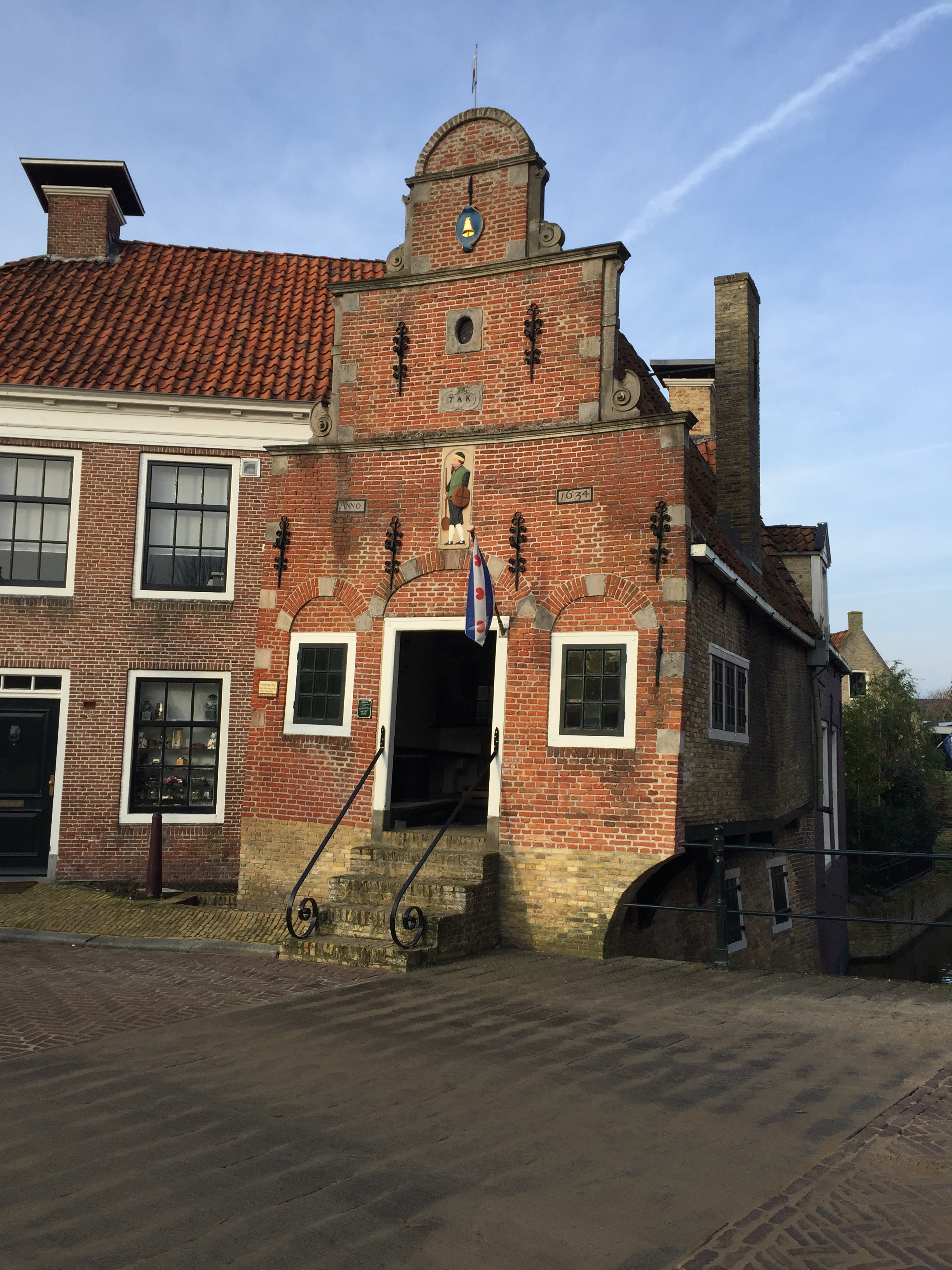
Vooraanzicht
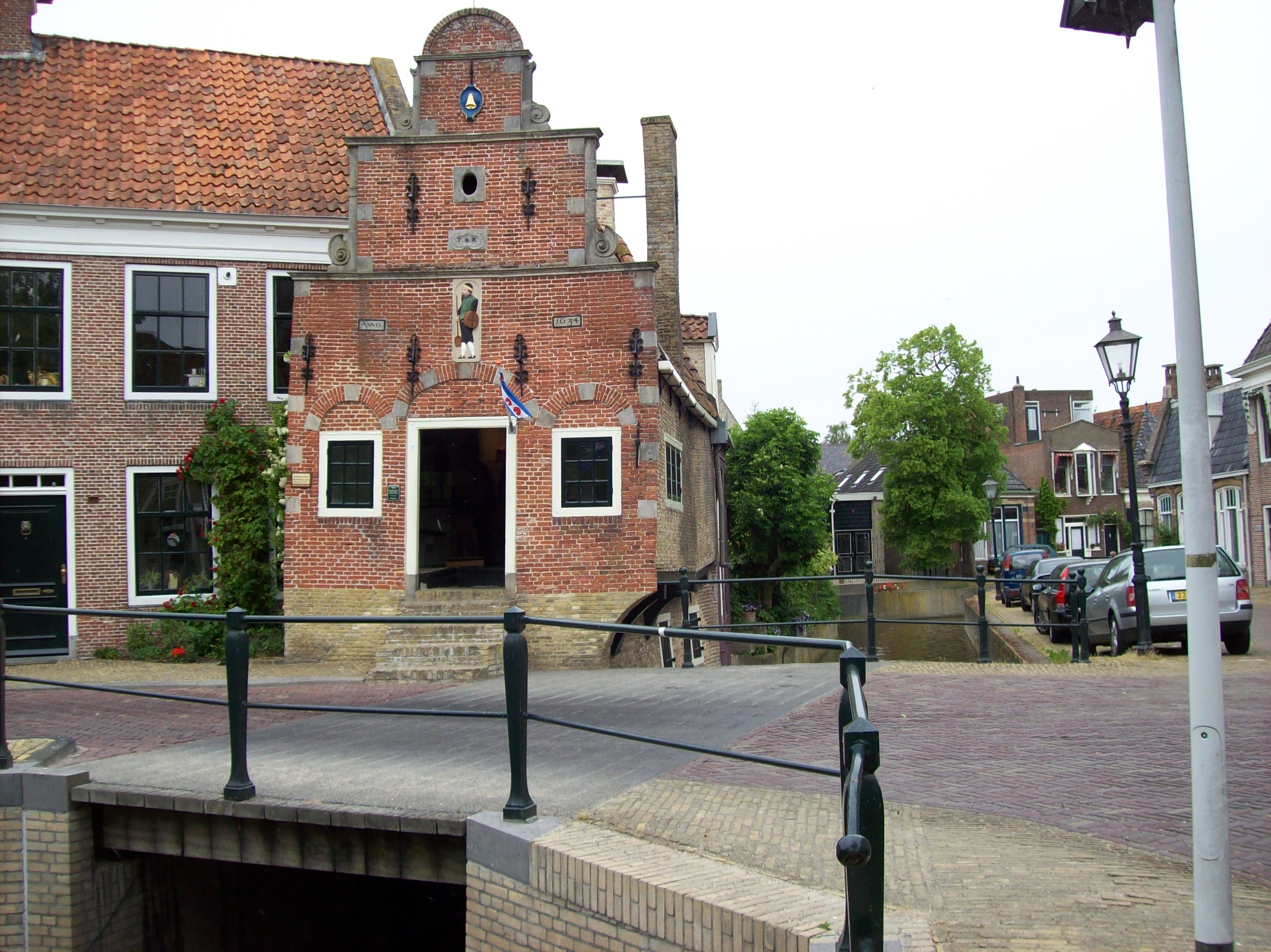
Voorzijaanzicht
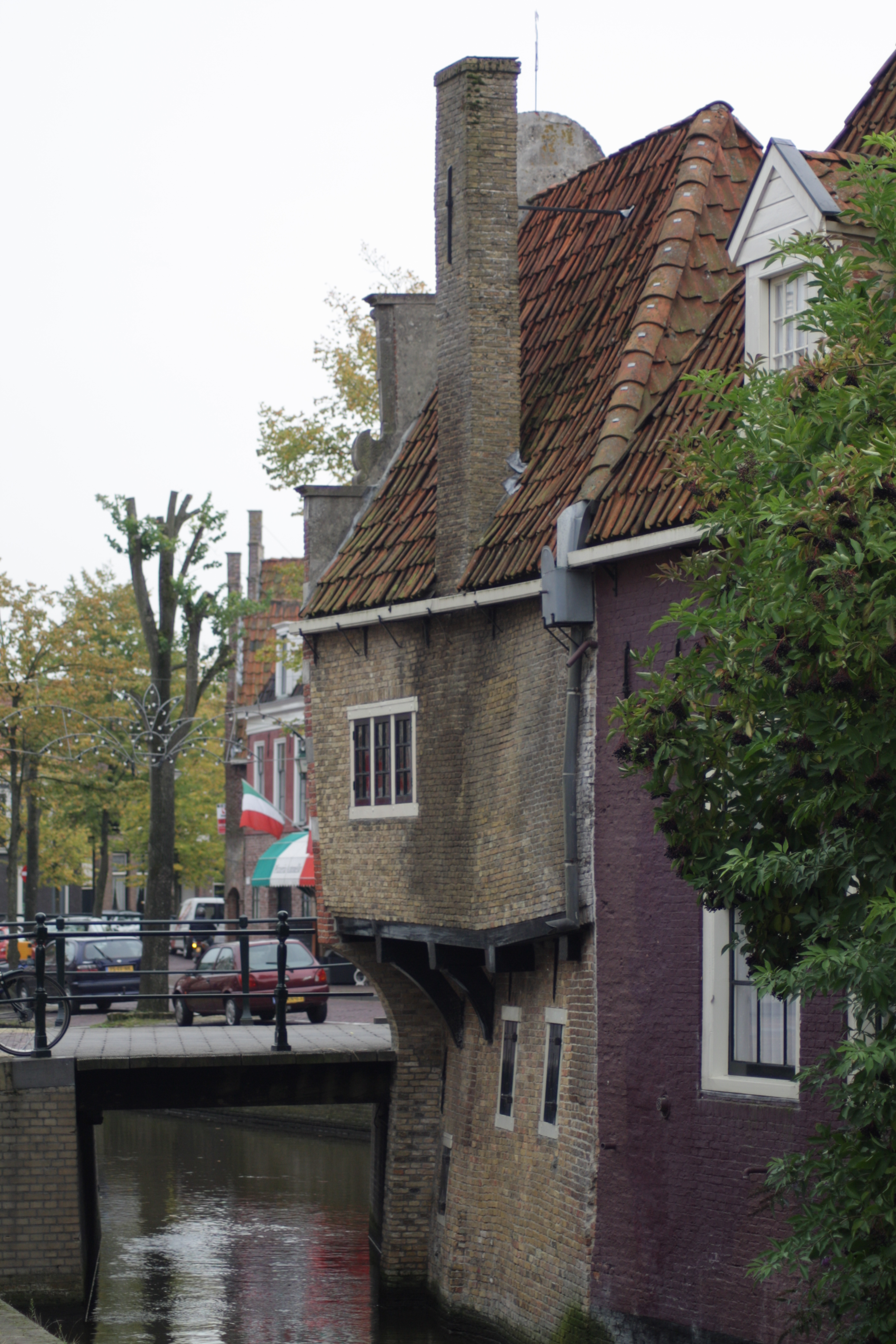
Overgekraagde zijgevel
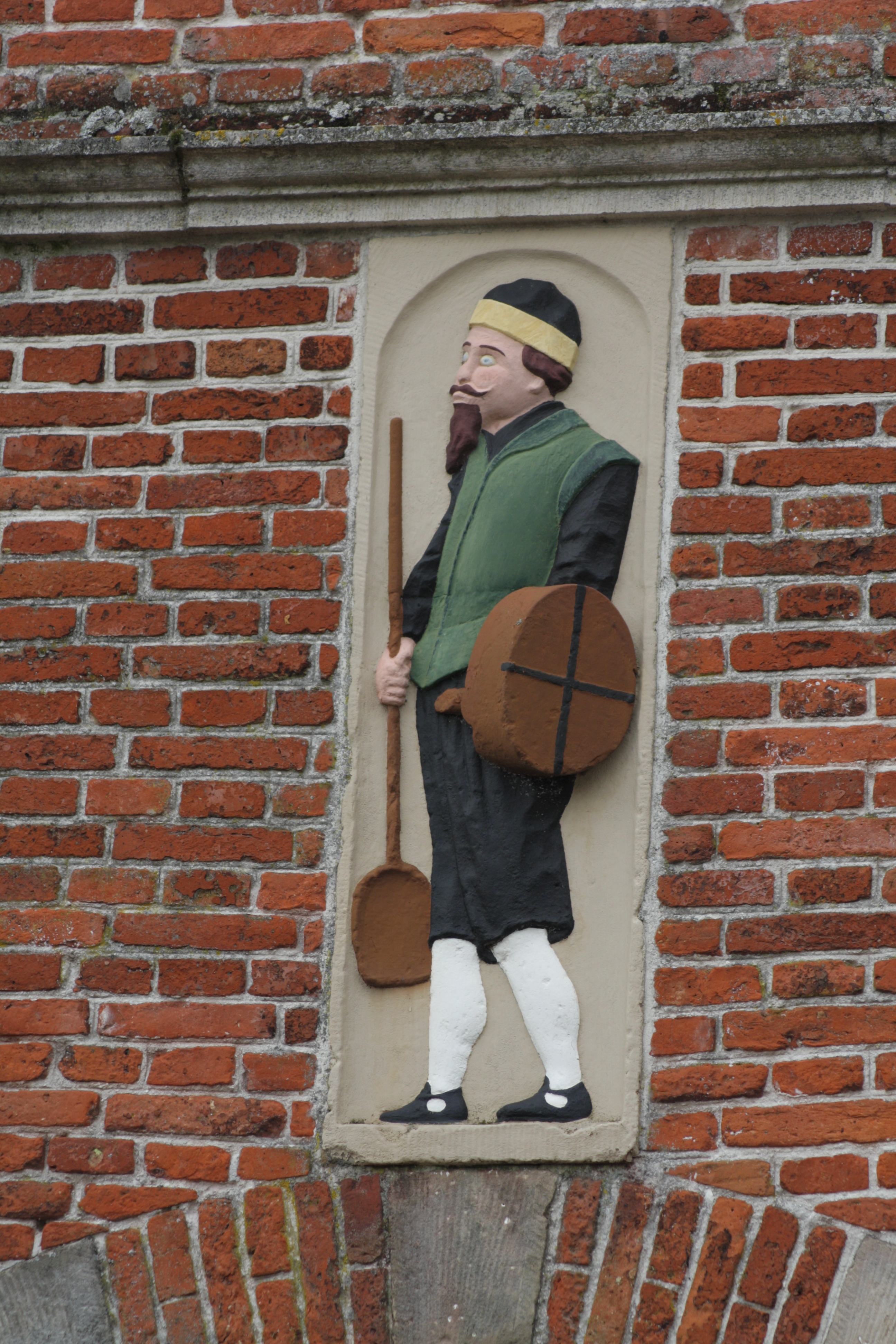
Gevelsteen korenmeter
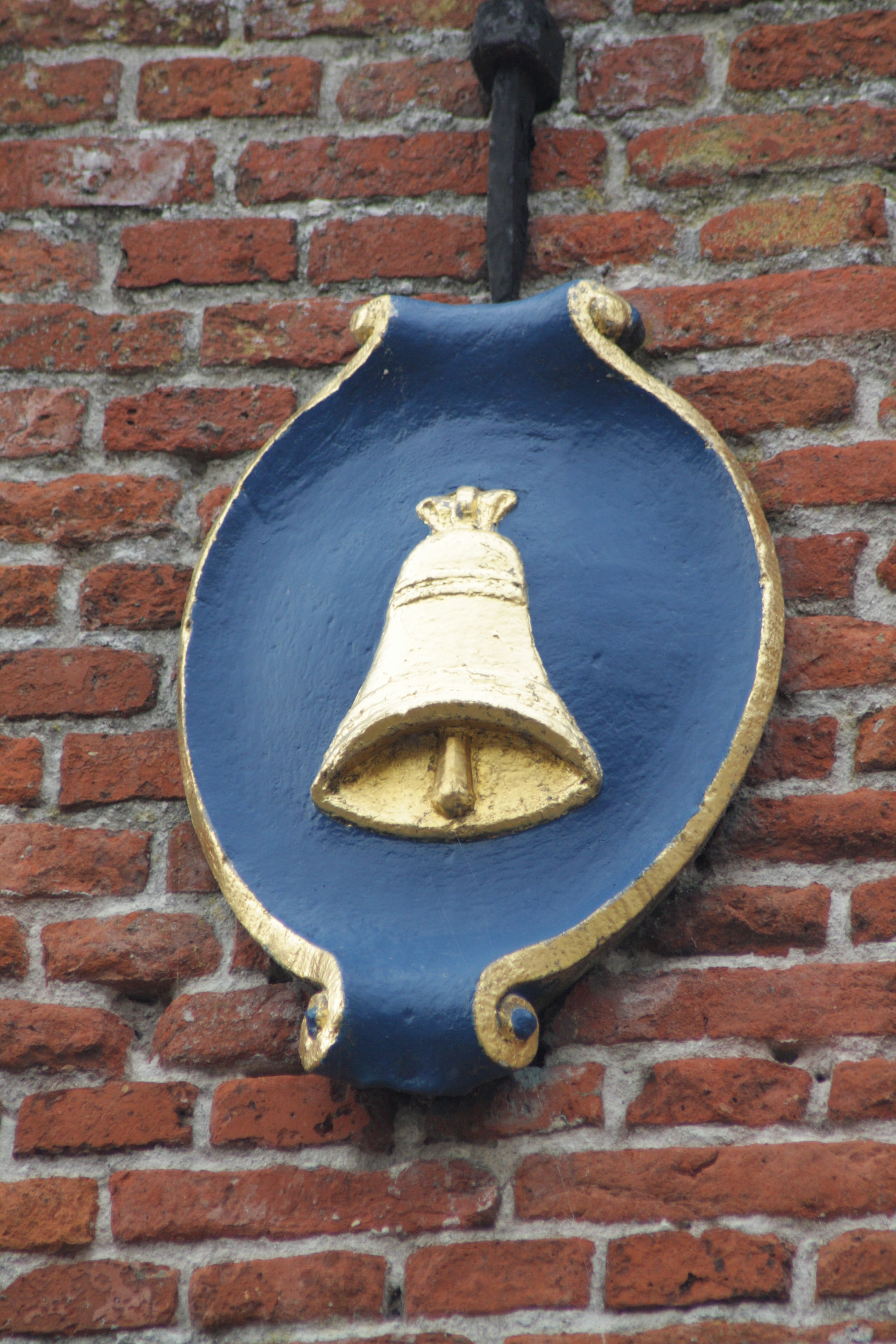
Gevelsteen oude stadswapen